# Pindus Mons
Pindus Mons to góra na Marsie położona na Tempe Terra. Ma średnicę 17 km. Jej nazwę zatwierdzono w 1991 roku.